# Kuczbork-Osada
Kuczbork-Osada (deutsch Kuczburg;Kudsburg; Trutzburg (1943–1945)) ist ein Dorf und Sitz der gleichnamigen Gemeinde im Powiat Żuromiński der Woiwodschaft Masowien, Polen.

## Gemeinde
Zur Landgemeinde Kuczbork-Osada gehören 16 Ortschaften mit einem Schulzenamt:
Bagienice Duże
Bagienice Małe
Bagienice Nowe
Chodubka
Chojnowo
Gościszka
Kozielsk
Krzywki-Bratki
Kuczbork-Wieś
Kuczbork-Osada
Łążek
Mianowo
Nidzgora
Niedziałki
Nowa Wieś
Olszewko
Osowa
Przyspa
Sarnowo
Szronka
Wygoda
Zielona